# Cyclasterope albomaculata
Cyclasterope albomaculata is een mosselkreeftjessoort uit de familie van de Cylindroleberididae. De wetenschappelijke naam van de soort is voor het eerst geldig gepubliceerd in 1860 door Baird.